# Stavanger Oilers
Stavanger Oilers är en ishockeyklubb i Stavanger, Norge som grundades 2001. Klubbens officiella namn är Stavanger Ishockeyklubb. Laget spelade säsongen 2012/2013 i Norges högsta division, Get-ligaen. Klubben spelar sina hemmamatcher i DNB Arena. Säsongen 2014/2015 och 2015/2016 spelade klubben även i Champions Hockey League.

## Historia
Klimatet i Stavanger gjorde det svårt att spela ishockey utomhus då sjöarna i området sällen fryser till ordentlig is på vintrarna. Men 1968 stod Siddishallen färdig och därmed blev det möjligt att träna och spela ishockey året runt. Samma år bildades Viking Ishockeyklubb som en av de äldsta ishockeyklubbarna i Norge. Klubben kämpade med lokalkonkurrenten Svithun Ishockeyklubb under 1970-talet och 1977 gick klubben upp i högsta divisionen. Under tränaren Bernie Lynch tog klubben brons 1982. Även 1993 tog klubben brons, men tre år senare, 1996, gick klubben i konkurs och lades ner.
Viking Stavangers ungdomsverksamhet bildade en egen klubb och denna slogs 1998 samman med Svithun Ishockeyklubb och då bildades den nya klubben Viking Hockey. De spelar numera i näst högsta divisionen.
År 2000 startade den finske finansmannen Hartti Kristola den nya klubben Stavanger Oilers som spelade sin första match 2001. I början drevs klubben nästan enbart av pengar från Kristola och han fortsatte stå för finansieringen fram till sin pension 2004. Sedan 2008 är företagaren Tore Christiansen ägare av klubben. De senaste åren har klubben gått med ekonomisk förlust, senast med 10,3 miljoner NOK.
Klubben tog sig till final i slutspelet säsongen 2005/2006 men förlorade där mot Vålerenga IF. Säsongen 2006/2007 förlorade de semifinalen mot Storhamar Dragons. Säsongen 2009/2010 blev klubben den första klubben utanför Östfold att bli norska mästare i ishockey efter att de vann finalen med 4-2 i matcher över de regerande mästarna Vålerenga IF. Säsongen 2010/2011 vann klubben Get-ligaen för första gången.

## Mästerskapstitlar
norska mästare (7 gånger ):
- 2010, 2012, 2013, 2014, 2015, 2016 och 2017

Förlora finalist (2 gånger):
- 2006 och 2011

Seriemästare (5 gånger ):
- 2011-12, 2014-15, 2015-16, 2016-17 och 2019-20

## Säsong för säsong
- 2001/2002 – Nr. 1 av 2 division.
- 2002/2003 – Nr. 1 av 1 Division (Nr 1 i kvalet till Norska Eliteserien).
- 2003/2004 – Nr. 6 i Eliteserien, (Semi-final i slutspelet).
- 2004/2005 – Nr. 7 i UPC League, (Kvartsfinal i slutspelet).
- 2005/2006 – Nr. 4 i UPC League, (Final i slutspelet).
- 2006/2007 – Nr. 3 i UPC League, (Semi-final i slutspelet).
- 2007/2008 – Nr. 6 i Get-ligaen, (Kvartsfinalspel i slutspelet).
- 2008/2009 – Nr. 4 i Get-ligaen, (Kvartsfinalspel i slutspelet).
- 2009/2010 – Nr. 3 i Get-ligaen, Vinnare av slutspelet. (Guld)
- 2010/2011 – Nr. 2 i Get-ligaen, Finaler i slutspelet. (Silver)
- 2011/2012 – Nr. 1 i Get-ligaen, Vinnare av slutspelet. (Guld)
- 2012/2013 – Nr. 2 i Get-ligaen, Vinnare av slutspelet. (Guld)
- 2013/2014 – Nr. 2 i Get-ligaen, Vinnare av slutspelet. (Guld)
- 2014/2015 – Nr. 1 i Get-ligaen, Vinnare av slutspelet. (Guld)

## Coacher
- Matti Riekkinen (2001–2005)
- Sverre Høgemark (tf) (2005)
- Gunnar Johansson (2005–2007)
- George Kingston (tf) (2007)
- Larry Robert Huras (2007–2008)
- Enio Sacilotto (2008–2009)
- Petter Thoresen (2009–2016)
- Pål Kristian Gulbrandsen (2016-2018)
- Todd Bjorkstrand (2018-)